# Komische literatuur

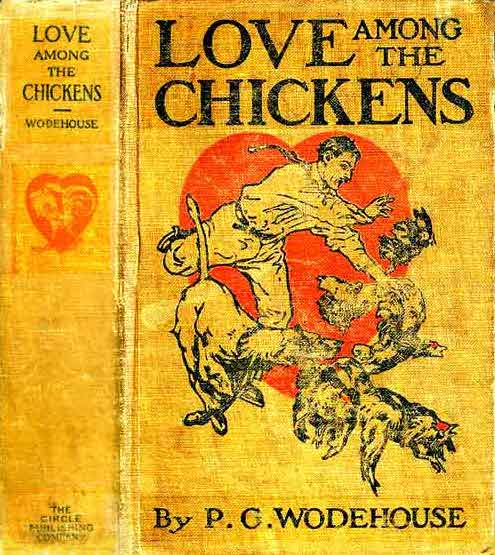
Love Among the Chickens (1906) - P.G. Wodehouse

Onder komische literatuur vallen alle teksten van een zeker niveau die bedoeld zijn om de lezer te vermaken, van middeleeuwse klucht tot moderne krantencolumn. Ook teksten die niet in de eerste plaats geschreven zijn om te vermaken kunnen zo geestig geschreven zijn dat ze een lezerspubliek van komische literatuur zullen aanspreken. In de moderne Nederlandse literatuur schreven onder meer Godfried Bomans, Simon Carmiggelt en Annie M.G. Schmidt komische literatuur van een bijzonder hoog niveau.
Met literatuur wordt in dit artikel bedoeld: teksten die niet in de eerste plaats, zoals bij moppen of cabaret, dienen om gesproken of gezongen te worden, maar doorgaans in gedrukte vorm in boek of tijdschrift verspreid worden om gelezen te worden. In strikte zin worden hiermee ook toneelstukken (komedies) uitgesloten, maar feit is dat heel wat mensen voor hun plezier komische stukken van Shakespeare of Bredero lezen, waardoor dit genre wel onder de bedoelde categorie valt. Dit artikel behandelt hoofdzakelijk humor in de moderne literatuur van het westen vanaf de 19e eeuw tot nu.

## Opvattingen over komische literatuur
Een humoristisch schrijver schrijft humoristisch proza of humoristische poëzie, zoveel is duidelijk. Maar waar gaat het dan wezenlijk om, waaraan moet een humoristisch boek voldoen en over welke kwaliteiten moet een schrijver van komische literatuur beschikken? De Vlaamse schrijver Herman Brusselmans formuleerde het tegenover zijn collega Bob Mendes aldus:
"Niet per se de inhoud, het thema of de stof is belangrijk; wel de stijl, de inventiviteit en het persoonlijke talent van de schrijver."
Het is natuurlijk slechts één opvatting over humor in de literatuur, maar het lijkt wel vast te staan dat inventiviteit, stijl en originaliteit belangrijke criteria zijn waaraan deze vorm van literatuur wordt afgewogen.
Humor in de literatuur heeft eigenlijk helemaal niets te maken met het vertellen van grappen, ook al is dit vaak het eerste waaraan mensen denken bij humor. In een interview voor de boekenbeurs 2007, die als thema 'Humoristische boeken' had, zei Gerrit Komrij het volgende:
"Domme mensen zijn nooit humoristisch. Ze kunnen wel moppen vertellen. Van die domme moppen waar je met een bevroren gezicht naar luistert. Als ik ergens een hekel aan heb, is het aan moppen. Moppen zijn het domein van de dommen."
Waarmee hij scherp aangaf wat komische literatuur onderscheidt van andere expressies van humor. Uitgever en bloemlezer Vic van de Reijt denkt er, in datzelfde interview, vrij gelijkaardig over. Willem Elsschot aanhalend als een van de geestigste schrijvers uit de Nederlandse literatuur - terwijl Elsschot toch een notoire zelfhater was! - zegt hij:
"Ik weet niet of er een speciaal talent bestaat voor humor, maar zeker is dat humor en intelligentie bij elkaar horen."

## Humor als literair ingrediënt
Puur komische literatuur is eigenlijk iets dat niet bestaat. Alleen een combinatie van goede plot, stijl, levendige personages én humor werkt bij de lezer. Goede schrijvers zoals Gerard Reve en Gerrit Komrij weten dat; zij gebruiken hun geestigheid als een van de ingrediënten in de opbouw van hun boek. Zo zijn er heel wat talentrijke schrijvers, die niet meteen in het vakje 'komische literatuur' thuishoren, maar op een subtiele (of minder subtiele) manier van humor gebruik weten te maken. De reeds genoemde Herman Brusselmans bijvoorbeeld schrijft op een wat zwaarmoedige toon, waarbij hij de lezer dan plots verrast met een absurde bespiegeling. Gabriel García Márquez is de meester van het magisch-realistische verhaal dat hij met humor en ironie vertelt. Toch kan hij bezwaarlijk een komische auteur genoemd worden, daarvoor is zijn geëngageerdheid en verontwaardiging over de corruptie in Zuid-Amerika te oprecht.
Een tweede categorie schrijvers zoekt eigenlijk het komische meer op en wil bewust humoristisch proza of humoristische poëzie schrijven. Deze vorm van literatuur is nog vrij jong en kwam vooral onder impuls van Britse en Amerikaanse schrijvers en columnisten op gang. Groot-Brittannië kan bogen op een lange traditie van humoristische literatuur, waarbij onder meer Oscar Wilde, Jerome K. Jerome en P. G. Wodehouse wereldwijd bekend raakten. Amerikaanse schrijvers met een reputatie in het genre zijn voornamelijk columnisten, essayisten, (punt)dichters en schrijvers van korte verhalen die vaak dankzij kranten met grote oplagen brede bekendheid genieten. Zo schreef Dorothy Parker in de jaren 20 van de twintigste eeuw voor de The New Yorker ongewoon scherpe, sarcastische columns die al snel door een groot lezerspubliek gewaardeerd werden.

## Recept voor humoristisch schrijven
Volgens Melvin Helitzer en Mark Shatz (in hun boek 'Comedy writing secrets') zijn er zes essentiële ingrediënten bij het schrijven van humor. Ontbreekt er één, dan verstoort dat de formule waardoor de humor als een soufflé in elkaar zakt:
1. Doelwit
2. Vijandigheid
3. Realisme
4. Overdrijving
5. Emotie
6. Verrassing

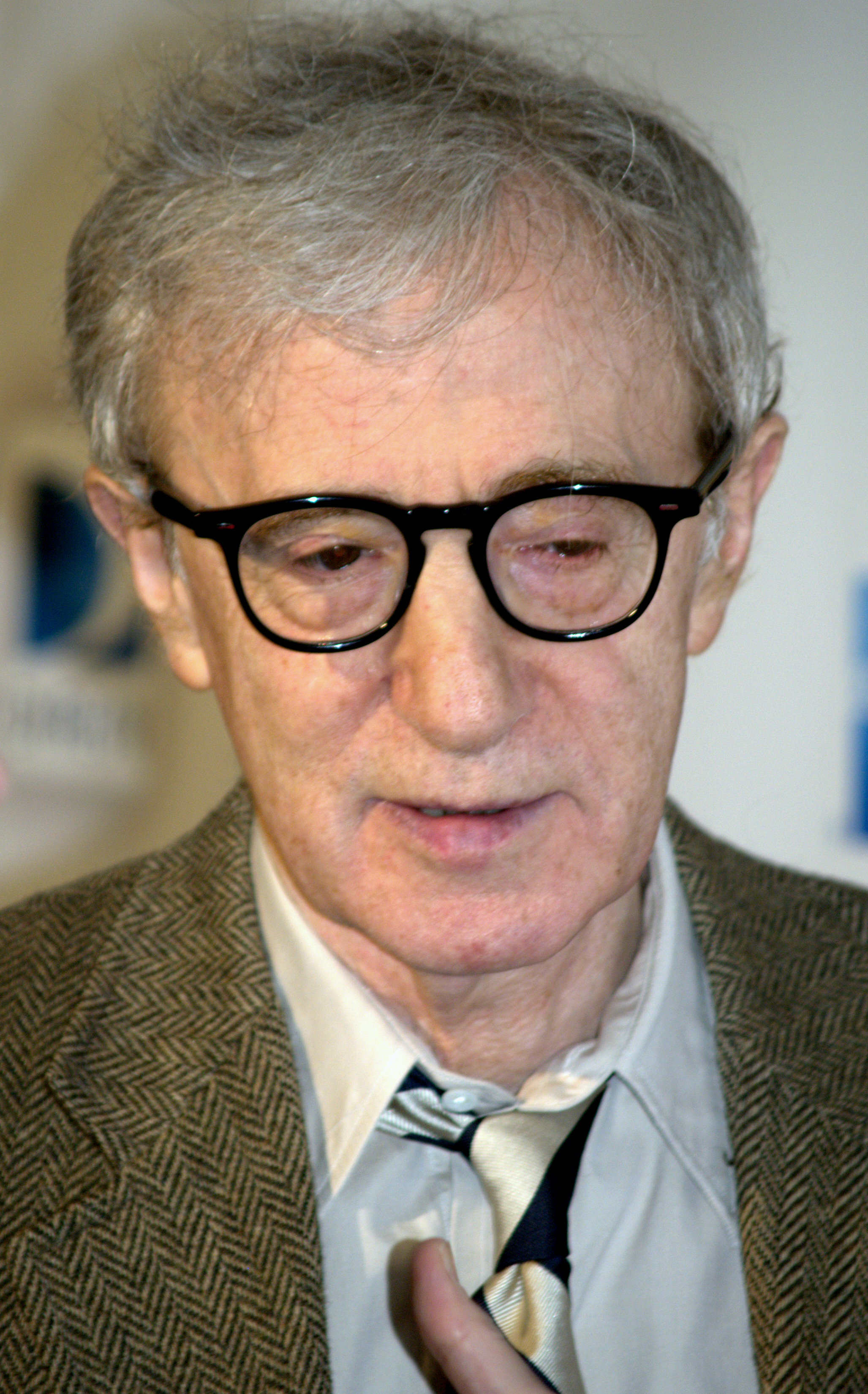
Woody Allen

Vooral het doelwit moet zorgvuldig gekozen worden. Het kan de schrijver zelf zijn, of een beroemdheid, een plaats, een idee, seks, een product enz., iets wat universeel aanspreekt. Dat universele zit hem in het schrijven over sterk herkenbare dingen. Kiest de schrijver als doelwit seks dan zou hij bijvoorbeeld de gevoeligheden en stereotiepe voorstellingen van veel mannen op dat gebied kunnen gebruiken: prestatiedrang, grootte, vroegtijdige zaadlozing, veranderende rolpatronen e.d.
Bisexuality immediately doubles your chances for a date on Saturday night— Woody Allen

## Enkele bekende auteurs van humoristische teksten
In deze alfabetische lijst worden ook dichters, columnisten en toneelschrijvers opgenomen.
| - Douglas Adams - Kingsley Amis - Martin Amis - Isaac Asimov - Godfried Bomans - Fredric Brown - Herman Brusselmans - Remco Campert - Simon Carmiggelt - Miguel de Cervantes - Roald Dahl - Peter De Vries - Charles Dickens - Helen Fielding - Stephen Fry - Richard Gordon - Giovannino Guareschi | - Harry Harrison - Cynthia Heimel - Joseph Heller - Nick Hornby - Clive James - Jerome K. Jerome - Toon Kortooms - Tom Lanoye - Stanislaw Lem - Molière - Flannery O'Connor - John O'Mill - Drs. P - Piet Paaltjens - Terry Pratchett | - Annie M.G. Schmidt - De Schoolmeester - David Sedaris - Tom Sharpe - Clifford D. Simak - John Sladek - Terry Southern - James Thurber - John Kennedy Toole - Sue Townsend - Mark Twain - Kees van Kooten - Guido Van Meir - Dimitri Verhulst - Voltaire - Evelyn Waugh - Henri van Wermeskerken - Oscar Wilde - P.G. Wodehouse |